# Angèle (cantant)
Angèle Joséphine Aimée Van Laeken, coneguda artísticament com a Angèle   (Uccle, 3 de desembre de 1995), és una cantautora i instrumentista belga francòfona.
El seu primer àlbum, Brol, que va sortir a l'octubre de 2018, ha rebut la certificació de triple disc de platí, i ha assolit unes vendes superiors als 300.000 exemplars al cap de sis mesos.

## Discografia
- Brol (2018)
- Brol La Suite (2019)
- Nonante-Cinq (2021)